# 麦杆桥
45°26′01″N 12°20′28″E / 45.433613°N 12.341058°E

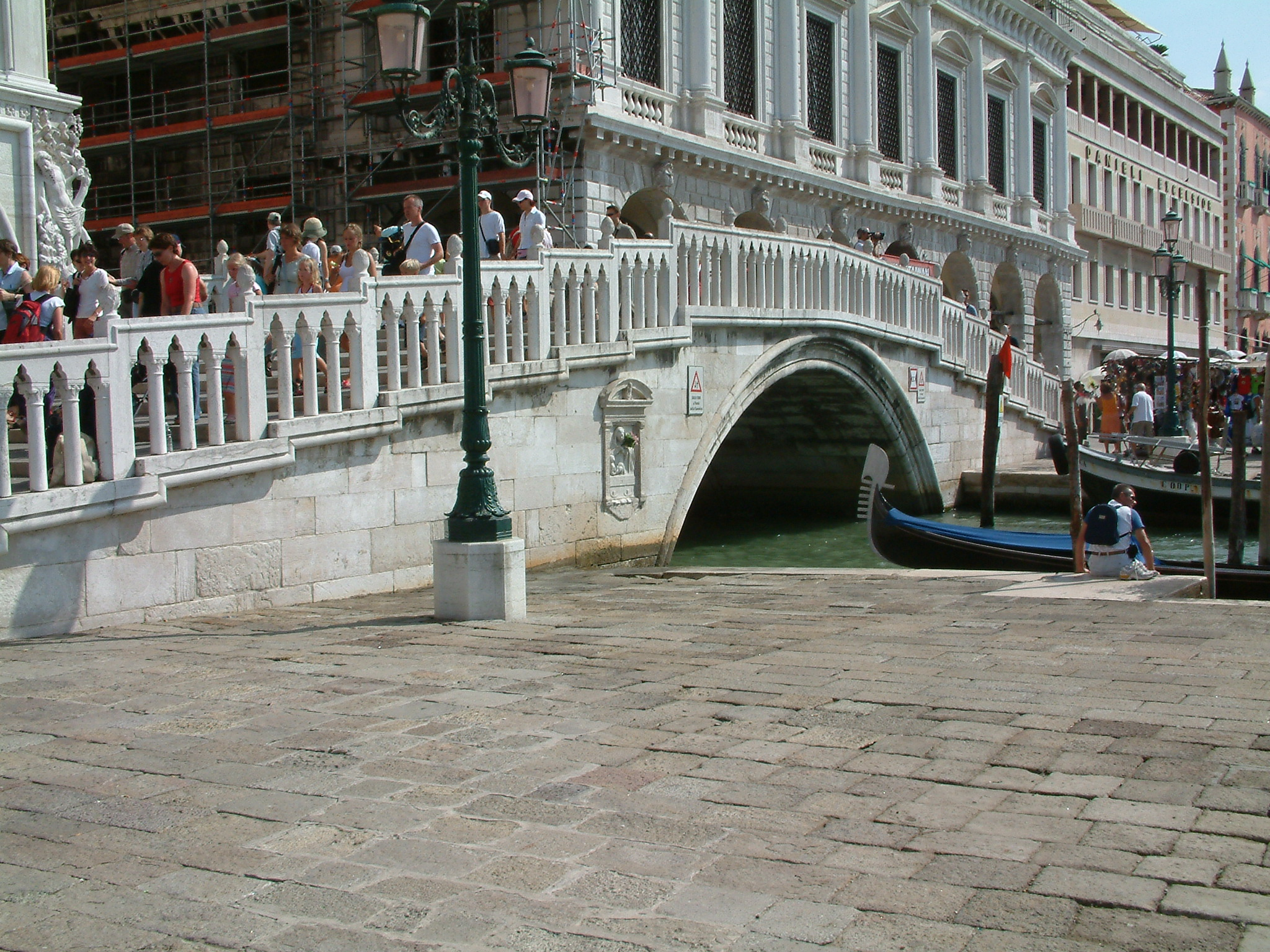

麦杆桥（Ponte della Paglia）是意大利威尼斯的一座拱桥，跨越总督宫旁的宫殿河（Rio di Palazzo），连接圣马可小广场（Piazzetta di San Marco）码头与斯拉夫人堤岸。它建于1360年，为圣马可区与城堡区之间分界线的桥梁之一。
桥上常常挤满了游客，因为一则可在此处观赏叹息桥和整个圣马可湾（Bacino San Marco）的美景，二则，夏季的夜晚，也可在此处观赏夕阳从安康圣母圣殿后面落下的景色。
麦杆桥得名于此处曾经停泊装满停满秸秆的船只。

## 外部鏈接
- Italiadiscovery.com[永久]